# Wrong Again (1929)

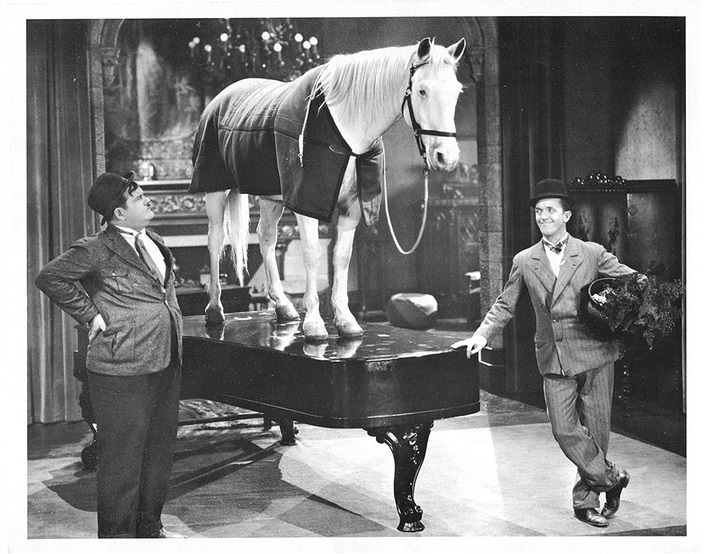
Wrong Again

Wrong Again is een Amerikaanse stomme film uit 1929 met in de hoofdrollen het duo Laurel en Hardy. De film werd geregisseerd door Leo McCarey en geproduceerd door Hal Roach.

## Verhaal
De stalknechten Laurel en Hardy horen het nieuws over een beloning van 5000 dollar voor de terugbezorging van het gestolen schilderij The Blue Boy, maar denken dat de beloning is uitgeloofd voor het paard Blue Boy in hun schuur. De politie vindt het schilderij uiteindelijk terug en bereidt zich voor om het terug te geven. Wanneer de stuntelige stalknechten het paard naar de eigenaar van het schilderij, een miljonair, brengen, spreekt hij hen toe vanuit een raam op de bovenverdieping waarvandaan hij het ros niet kan zien; hij zegt dat ze zijn teruggebrachte eigendom naar binnen moeten brengen.
De drie maken hun entree, terwijl de miljonair boven een bad neemt. Ollie breekt per ongeluk een naaktbeeld in drieën en wil het weer in elkaar zetten. Omdat hij de billen niet wil aanraken, wikkelt hij zijn jas eromheen. Helaas merkt Ollie niet dat hij de billen andersom heeft geplaatst.
De miljonair roept van boven naar beneden: "Zet hem op de piano." Door wederzijdse inspanning lukt het Stan en Ollie om het paard naar de vleugel te leiden, en hij springt erbovenop. Alles lijkt in orde, totdat plotseling een pianopoot bezwijkt en Ollie de boel omhoog moet houden. Tijdens dit alles probeert het paard meermalen Stans hoed af te slaan, vaak met succes.
De moeder van de miljonair keert terug naar huis, de politie arriveert met de echte Blue Boy en de opgefriste miljonair stapt uit bad, waarna het misverstand aan het licht komt. Ollie verontschuldigt zich voor de "faux pas", en hij, Stan en Blue Boy nemen de benen, gevolgd door de woedende miljonair gewapend met een jachtgeweer. In het tumult raakt het kostbare schilderij zwaar beschadigd doordat het bovenop een van de rechercheurs belandt.

## Rolverdeling
| Acteur            | Personage               |
| ----------------- | ----------------------- |
| Stan Laurel       | Stan                    |
| Oliver Hardy      | Ollie                   |
| Dell Henderson    | miljonair               |
| Josephine Crowell | moeder van de miljonair |
| William Gillespie | paardeneigenaar         |
| Fred Holmes       | staljongen              |
| Sam Lufkin        | Sullivan                |
| Harry Bernard     | politieagent            |
| Charlie Hall      | buurman                 |
| Jack Hill         | koetsier                |
| Fred Kelsey       |                         |
| Anders Randolf    |                         |

## Productie
De werktitel van Wrong Again was Just the Reverse, een verwijzing naar het handdraai-gebaar dat de hele film door te zien is. Laurel en Hardy-historicus Randy Skretvedt schrijft dat het gebaar een 'running gag' was in de Hal Roach Studios: McCarey placht de schrijvers eraan te herinneren dat een dramatische aflevering met komedie kan worden doordrenkt door slechts een draai toe te passen om het grappig te maken. Het gebaar werd een hoofdbestanddeel van de communicatie tussen schrijver en schrijver in de studio.
De stalscènes werden opgenomen in een sportcomplex, poloveld annex boerderij in Los Angeles, die in de woonwijk Rustic Canyon van die stad bekendstaat als The Uplifters.

## Trivia
- Wrong Again bevat een visuele grap die het moderne publiek niet zal doorhebben. Wanneer Stan het paard het huis binnenbrengt, tilt hij het deksel van een urn, bindt Blue Boy's teugel eraan en laat het deksel op de grond vallen. Het publiek van 1929 zou hierom lachen, aangezien het lichtgewicht deksel een visuele verwijzing is naar een paardenanker, een voorwerp dat in die tijd nog vaak gebruikt werd. Koetsiers van paardenkarren die leveringen afleverden, lieten letterlijk 'het anker vallen' wanneer ze hun levering een huis binnenbrachten; het 25 pond zware anker moest voorkomen dat het paard aan de wandel ging. In de film Going Bye-Bye! uit 1934 hebben Stan en Ollie er ook eentje bij zich om te voorkomen dat hun auto er plotseling vandoor gaat.